# Zespół roboczy ds. ochrony osób fizycznych w zakresie przetwarzania danych osobowych
Zespół roboczy ds. ochrony osób fizycznych w zakresie przetwarzania danych osobowych (ang. Working Party on the Protection of Individuals with regard to the Processing of Personal Data) - niezależny podmiot o charakterze doradczym, powołany na mocy art. 29 Dyrektywy 95/46/WE Parlamentu Europejskiego i Rady z dnia 24 października 1995 r. w sprawie ochrony osób fizycznych w zakresie przetwarzania danych osobowych i swobodnego przepływu tych danych.
Na określenie Zespołu roboczego powszechnie używano również nazwy Grupa robocza ds. ochrony osób fizycznych w zakresie przetwarzania danych osobowych lub Grupa robocza art. 29.
Z dniem wejścia w życie ogólnego rozporządzenia o ochronie danych (25 maja 2018 r.) Zespół roboczy został zastąpiony przez Europejską Radę Ochrony Danych.

## Skład
Zespół roboczy tworzyli:
- przedstawiciele organów nadzorczych w zakresie ochrony danych osobowych, powołanych przez państwa Unii,
- przedstawiciele organów ustanowionych dla instytucji i organów wspólnotowych,
- przedstawiciel Komisji Europejskiej.

## Zadania
Celem Zespołu roboczego było m.in.:
- przyczynianie się do jednolitego stosowania dyrektywy we wszystkich krajach członkowskich,
- opiniowanie projektów wspólnotowych aktów normatywnych z zakresu ochrony prywatności,
- wydawanie opinii w sprawie istniejącego poziomu ochrony danych osobowych zarówno w krajach Wspólnoty, jak i poza Unią.